# Pezuapilla y Naranjo
Pezuapilla y Naranjo är en ort i Mexiko.   Den ligger i kommunen Teloloapan och delstaten Guerrero, i den södra delen av landet, 150 km sydväst om huvudstaden Mexico City. Pezuapilla y Naranjo ligger 1 289 meter över havet och antalet invånare är 180.
Terrängen runt Pezuapilla y Naranjo är kuperad. Runt Pezuapilla y Naranjo är det ganska glesbefolkat, med 36 invånare per kvadratkilometer. Närmaste större samhälle är Teloloapan, 13,2 km norr om Pezuapilla y Naranjo. I omgivningarna runt Pezuapilla y Naranjo växer huvudsakligen savannskog.